# Amerykański Staffordshire terrier
Amerykański Staffordshire terrier (amstaff – skrót od American Staffordshire) – jedna z ras psów, należąca do grupy terierów, zaklasyfikowana do sekcji terierów w typie bull. Nie podlega próbom pracy.

## Rys historyczny
Istnieją różne wersje dotyczące powstania rasy. Jedna z nich mówi, że rasa wywodzi się od Staffordshire Bull Terrierów, psów hodowanych do walk w XIX-wiecznej Anglii, skąd podczas emigracji w połowie XIX w. przywędrowały wraz z ludźmi do USA, gdzie powstała większa i silniejsza odmiana.
- 10 czerwca 1936 roku American Kennel Club (AKC) uznało rasę Staffordshire Terrier[4][5]. 1 stycznia 1972 roku nazwę zmieniono na American Staffordshire Terrier[5].
- 6 października 1936 roku Międzynarodowa Federacja Kynologiczna (FCI) uznała rasę[6].

## Wygląd

### Budowa
American Staffordshire terrier robi wrażenie psa o dużej sile w stosunku do swojego ciężaru i wzrostu. Jest to pies mocny, umięśniony, a zarazem zwinny, czujny na sygnały otoczenia. Jest zwarty, o niezbyt długich kończynach, nie podkasany.

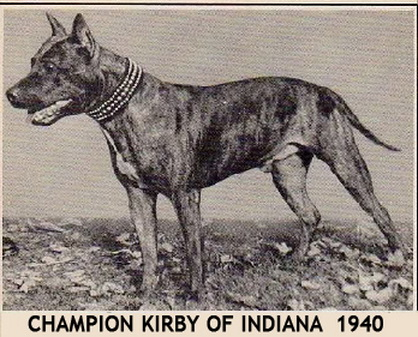
Jeden z pierwszych championów AKC

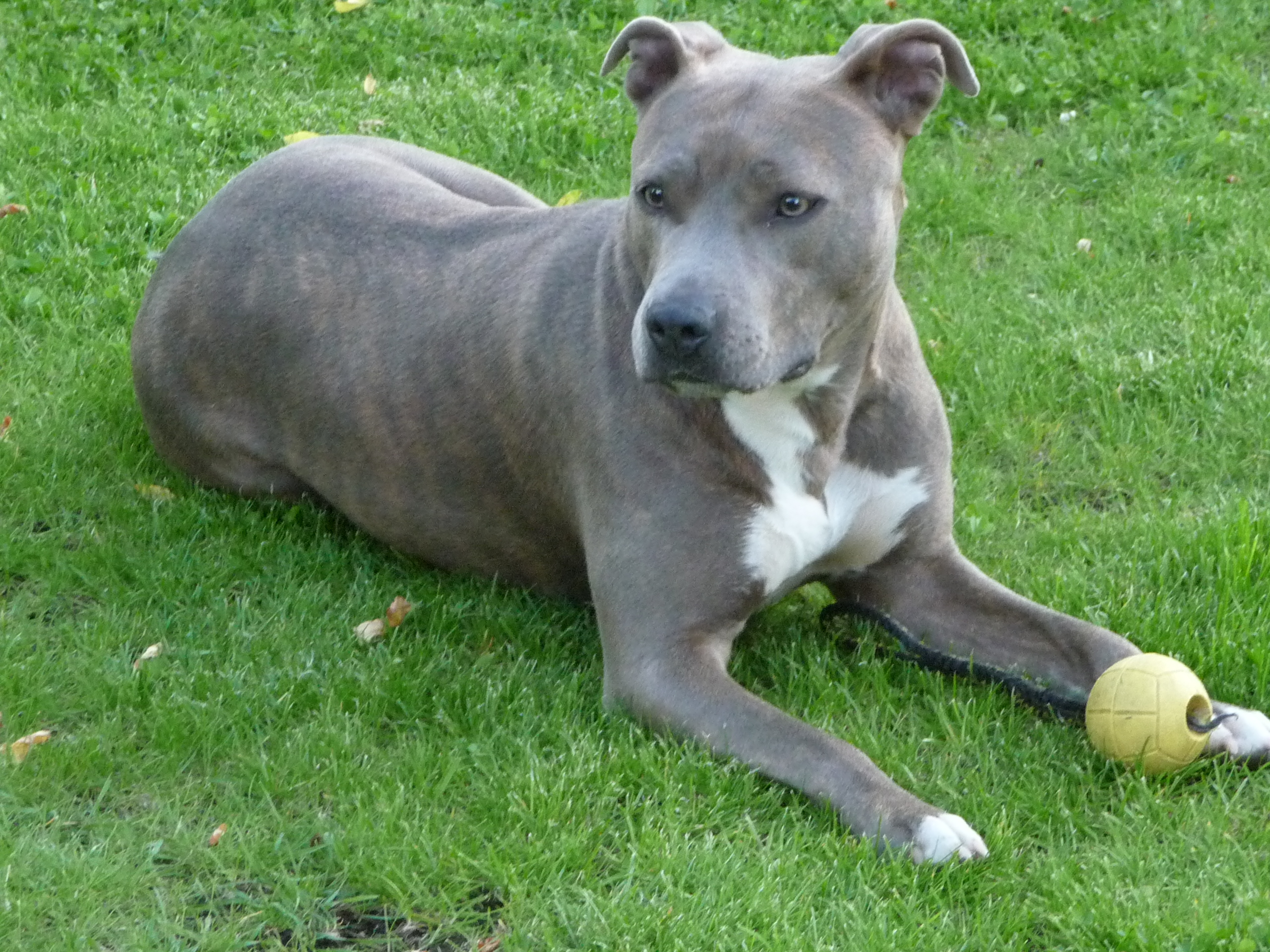
Amerykański Staffordshire terrier

- Głowa: Średniej długości, dobrze wysklepiona. Czaszka szeroka. Wyraźnie widoczne mięśnie policzkowe. Stop wyraźnie zaznaczony, uszy osadzone wysoko.
- Uszy: Mogą być cięte lub nie. Preferowane są uszy niecięte, które powinny być krótkie, załamane w płatek róży, lub wysoko załamane do przodu. Uszy wyraźnie obwisłe stanowią wadę.
- Oczy: Ciemne, okrągłe, głęboko osadzone, szeroko rozstawione. Powieki nie mogą być różowe.
- Kufa: Średniej długości, w części górnej zaokrąglona, o linii wyraźnie opadającej pod oczami. Szczęki silnie zarysowane. Szczęka dolna powinna być mocna, zdolna do silnego chwytu.
- Wargi: Równe i zwarte, bez odcinków obwisłych.
- Uzębienie: Górne siekacze dotykają zewnętrznej powierzchni siekaczy dolnych.
- Trufla: Zdecydowanie czarna.
- Szyja: Ciężka, nieco wygięta, zwężająca się od łopatek ku nasadzie głowy. Średniej długości. Nie ma podgardla.
- Tułów: Ramiona silne i umięśnione. Szerokie, ukośnie osadzone łopatki.
- Górna linia: grzbiet jest krótki, nieznacznie opada od kłębu ku zadowi. Zad krótki, łagodnie opadający do nasady ogona. Lędźwie lekko wysklepione.

- Klatka piersiowa: Żebra dobrze wysklepione, szerokie i płaskie, dobrze związane między sobą. Kończyny przednie rozstawione, aby umożliwić rozwój szerokiej i głębokiej klatki piersiowej.
- Ogon: stosunkowo krótki w proporcji do rozmiarów psa, nisko osadzony, wyraźnie zwężający się ku cienkiemu wierzchołkowi. Niezawinięty, nie powinien być noszony powyżej grzbietu. Nigdy cięty.
- Kończyny:
  - Przednie: proste, o silnym, zaokrąglonym kośćcu. Pionowe śródręcze. Brak najmniejszego wygięcia ku przodowi.
  - Tylne: dobrze umięśnione, o wydłużonych stopniowo zwężających się podudziach, nie wykrzywione ani do środka, ani na zewnątrz. Łapy średniej wielkości, zwarte i dobrze wysklepione.
- Ruch: elastyczny, bez kołysania się, nietoczący. W kłusie ruch symetryczny (nieskośny).

### Szata i umaszczenie
- Szata: sierść krótka, przylegająca, twarda w dotyku i lśniąca.
- Maść: dopuszczalne wszelkie typy umaszczenia, jednolite, kolorowe, i łaciate, choć umaszczenie jednolicie białe, z ponad 80% przewagą bieli, czarne podpalane brązem i wątrobiane nie znajduje uznania.

## Użytkowość
American Staffordshire terrier współcześnie jest wykorzystywany jako pies rodzinny. Zaliczany do psów obronnych.

## Zachowanie i charakter
American Staffordshire terrier jest dynamicznym, odważnym i energicznym zwierzęciem, stąd ma on dużą potrzebę ruchu. Ułożenie tego silnego psa polega na podporządkowaniu go przewodnikowi od szczenięcia. Ma on skłonność do bójek ze względu na pierwotne przeznaczenie, toteż szczenięta należy od początku uczyć przyjaznych kontaktów z innymi psami. Amstaffy wymagają bliskiego kontaktu z właścicielem.

## Popularność
American Staffordshire terrier w Polsce pojawił się na początku lat 90. XX w. W szybkim czasie zdobył dużą popularność.